# Borgo San Martino
Borgo San Martino là một đô thị ở tỉnh Alessandria trong vùng Piedmont của Italia, có vị trí cách khoảng 60 km về phía đông của Torino và khoảng 20 km về phía tây bắc của Alessandria. Tại thời điểm ngày 31 tháng 12 năm 2004, đô thị này có dân số 1.379 người và diện tích là 9,8 km².
Borgo San Martino giáp các đô thị: Casale Monferrato, Frassineto Po, Occimiano, Pomaro Monferrato, và Ticineto.